# Диздар, Горан
Горан Диздар (хорв. Goran Dizdar; род. 4 декабря 1958, Загреб) — хорватский шахматист, гроссмейстер (1991).
Чемпион Хорватии 1995 года.
В составе сборной Хорватии участник 5-и Олимпиад (1992—1996, 2004—2006), 4-го командного чемпионата мира (1997) в Люцерне и 3-х командных чемпионатов Европы (1992—1997, 2005).

## Изменения рейтинга
| Графики недоступны из-за технических проблем. См. информацию на Фабрикаторе и на mediawiki.org. |